# Kuthagondanahalli, Kanakapura
Kuthagondanahalli là một làng thuộc tehsil Kanakapura, huyện Ramanagara, bang Karnataka, Ấn Độ.